# 免疫グロブリンD

いくつかの抗体分子が集まって複合体を作る。

免疫グロブリンD（Immunoglobulin D、IgD）は、免疫グロブリンMとともに未成熟のB細胞表面に存在するタンパク質の約1％を占める、抗体タンパク質の一つである。血清中の分泌タンパク質としても極微量存在する。分泌IgDは、δクラスの2つの重鎖と2つのIg軽鎖からなる単量体である。

## 機能
IgDは扁桃および上気道にある抗体を産生する形質細胞から放出されることが明らかとなった。呼吸器系の免疫に作用していると考えられている。
IgDはB細胞の膜型抗体として発現し、IgMの次に現れるが、免疫のクラススイッチの通過点として重要である。
。

## HIVによる攻撃
Andrea Ceruttiらは、HIV-１ネガティブ因子（Nef）タンパク質がバイスタンダーB細胞に入り、IgGおよびIgAなどのクラススイッチした免疫グロブリンの産生を阻止することを報告した。